# ニムラブス
ニムラブス (Nimravus) はニムラブス科に属する偽剣歯虎の絶滅属。漸新世の北アメリカに33.3Maから26.3Maのおよそ700万年間にわたって生息していた。真の剣歯虎と近縁ではないが、平行進化により似たような形態に進化した。化石は合衆国西部のオレゴン、南カリフォルニア、ネブラスカで発見されている。

## 記載
体長はおよそ1.2 m 。そのすらっとした体型のために、現生のカラカルに似た姿をしていたが、背中はもっと長く、部分的にしか爪を引き込めないイヌのような足を持っていた。獲物を追いかけるのではなく、現生ネコ類と同じく待ち伏せをして鳥類や小型哺乳類などを狩猟していたと考えられている。ニムラブスは、ホプロフォネウスのような他の偽剣歯虎類と競合していた。

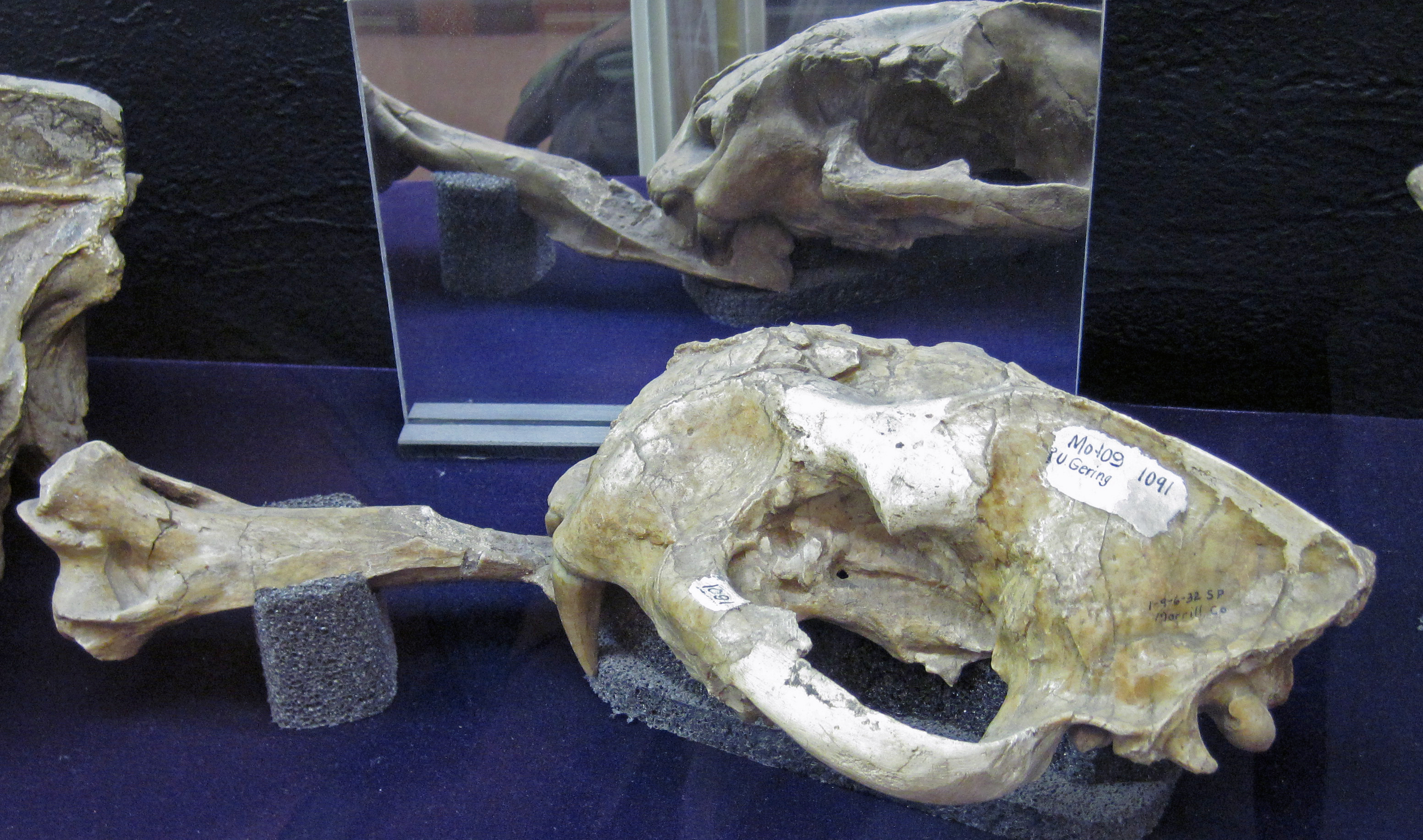
右犬歯が他個体の上腕骨を貫いているN. brachyops の頭骨

### 病理学
北アメリカで発見された、あるニムラブス頭骨には前頭部に貫通孔があり、その孔はエウスミルス (Eusmilus) の剣状犬歯の大きさと完全に一致した。そのニムラブス個体は襲撃後も生き延びたらしく、傷には治癒の跡が見られた。ネブラスカ産の別のニムラブス化石が古生物学者 Loren Toohey によって1959年に記載されたが、その化石はニムラブス頭骨の剣歯が別のニムラブス個体の上腕骨に突き刺さっており、死に至った種内闘争の発生を暗示している。

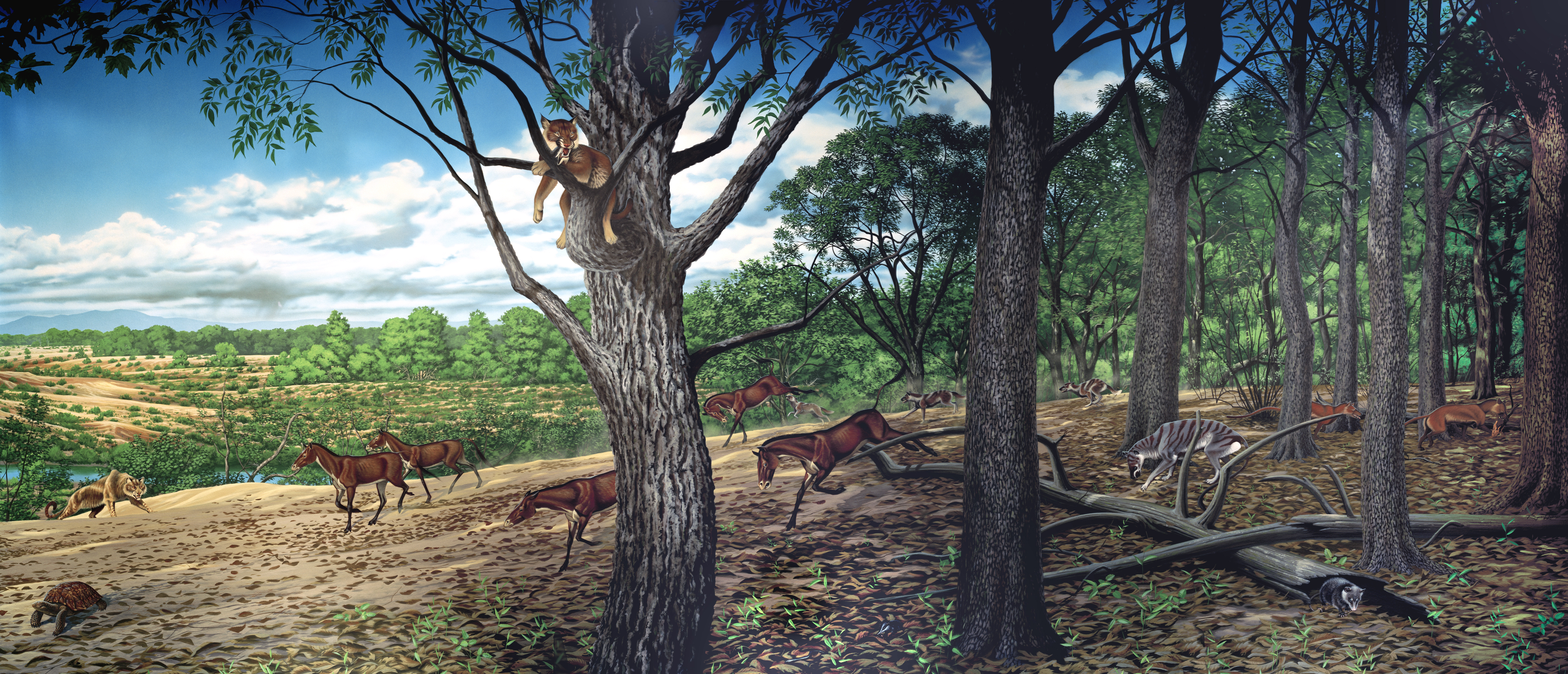
ニムラブス（左端）と他の Turtle Cove 累層産動物の復元図